# 글로리아 포스터
글로리아 포스터(Gloria Foster, 1933년 9월 15일 ~ 2001년 9월 29일)는 미국의 배우이다.

## 출연 작품
- 매트릭스